# Unione di comuni montana Colline Metallifere
L'Unione di comuni montana Colline Metallifere (UCMCM) è un'unione di comuni della Toscana, in provincia di Grosseto, formata dai comuni di Massa Marittima, Monterotondo Marittimo, Montieri e Roccastrada.

## Storia
L'Unione di comuni montana Colline Metallifere nasce il 14 dicembre 2011 con l'atto costitutivo firmato dai sindaci di Massa Marittima, Monterotondo Marittimo e Montieri, per sostituire la Comunità montana Colline Metallifere. Dal 1º marzo 2012 l'Unione dei comuni è quindi succeduta nei beni, nei rapporti attivi e passivi alla Comunità montana, estintasi il 29 febbraio 2012 a seguito dell'emanazione da parte del presidente della giunta regionale della Toscana del decreto n. 56 del 9 febbraio 2012.
Il 27 agosto 2020 il consiglio approva il nuovo statuto dell'ente, che prevede l'adesione all'Unione del comune di Roccastrada, divenuta effettiva dal 27 settembre seguente.

## Amministrazione

### Sede
La sede istituzionale dell'unione è nel comune di Massa Marittima, in piazza Dante Alighieri, dove si svolgono le adunanze degli organi elettivi e collegiali. Tuttavia lo statuto prevede che possano riunirsi anche in altre sedi dei comuni che compongono l'unione.

### Presidenti
| Presidente           | Periodo          | Periodo         | Comune                 | Note          |
| Presidente           | Inizio           | Fine            | Comune                 | Note          |
| -------------------- | ---------------- | --------------- | ---------------------- | ------------- |
| Marcello Giuntini    | 14 dicembre 2011 | aprile 2013     | Montieri               | [ 6 ]         |
| Lidia Bai            | aprile 2013      | ottobre 2013    | Massa Marittima        | [ 7 ]         |
| Alessandro Giannetti | ottobre 2013     | 5 giugno 2014   | Monterotondo Marittimo | [ 7 ]         |
| Marcello Giuntini    | 5 giugno 2014    | 6 febbraio 2016 | Massa Marittima        | [ 8 ] [ 9 ]   |
| Nicola Verruzzi      | 6 febbraio 2016  | 6 ottobre 2017  | Montieri               | [ 9 ] [ 10 ]  |
| Giacomo Termine      | 6 ottobre 2017   | 8 giugno 2019   | Monterotondo Marittimo | [ 11 ] [ 12 ] |
| Marcello Giuntini    | 8 giugno 2019    | 7 giugno 2022   | Massa Marittima        | [ 13 ]        |
| Nicola Verruzzi      | 7 giugno 2022    | in carica       | Montieri               | [ 13 ]        |